# Ferajna z baru „Oficina”
Ferajna z baru „Oficina” (hiszp. Los ladrones van a la oficina) – hiszpański serial komediowy z lat 1993–1996 w reżyserii Tito Fernándeza.
Światowa premiera serialu miała miejsce 4 kwietnia 1993 roku na hiszpańskim kanale Antena 3. Po raz ostatni serial pojawił się w 1996 roku. W Polsce serial nadawany był dawniej na kanale TVP2.

## Obsada
- Anabel Alonso jako Prudencia Prieto, La "Pruden"
- Antonio Resines jako Emilio Gómez, El "Smith"
- Fernando Fernán Gómez jako Don Anselmo Prieto
- José Luis López Vázquez jako Antonio Pedraza, El "Escabeche"
- Manuel Alexandre jako Arsenio Vázquez, El "Anticuario"
- Agustín González jako komisarz García
- Roberto Cairo jako inspektor Gutiérrez
- Mabel Lozano jako Remedios Gutiérrez, La "Reme"
- Mary Carmen Ramírez jako Lucila

i inni